# Setteville
Setteville (Setevile in veneto settentrionale) è un comune italiano di 5 861 abitanti della provincia di Belluno in Veneto.

## Storia
È stato istituito il 22 gennaio 2024 dalla fusione dei comuni di Alano di Piave e Quero Vas.

### Simboli
Il comune non ha ancora adottato nessuno stemma.

## Amministrazione
| Periodo         | Periodo        | Primo cittadino  | Partito                             | Carica      | Note |
| --------------- | -------------- | ---------------- | ----------------------------------- | ----------- | ---- |
| 22 gennaio 2024 | 10 giugno 2024 | Graziella Bortot |                                     | Comm. pref. |      |
| 10 giugno 2024  | in carica      | Bruno Zanolla    | Uniti per Setteville (lista civica) | Sindaco     |      |